# Мышьяк
| 33         | Мышьяк |
| As74,9216  |        |
| 3d104s24p3 |        |

Мышья́к (химический символ — As, от лат. Arsenicum) — химический элемент 15-й группы (по устаревшей классификации — главной подгруппы пятой группы, VA) четвёртого периода периодической системы химических элементов Д. И. Менделеева с атомным номером 33.
Простое вещество мышья́к — это хрупкий полуметалл стального цвета с зеленоватым оттенком (в серой аллотропной модификации). Ядовит и является канцерогеном.

## История

Алхимический символ мышьяка

Мышьяк является одним из древнейших элементов, используемых человеком. Сульфиды мышьяка As2S3 и As4S4, так называемые аурипигмент («арсеник») и реальгар, были знакомы римлянам и грекам. Эти вещества ядовиты.
Мышьяк является одним из элементов, встречающихся в природе в свободном виде. Его можно сравнительно легко выделить из соединений. Поэтому история не знает, кто впервые получил в свободном состоянии элементарный мышьяк. Многие приписывают роль первооткрывателя алхимику Альберту Великому. В трудах Парацельса также описано получение мышьяка в результате реакции арсеника с яичной скорлупой. Многие историки науки предполагают, что металлический мышьяк был получен значительно раньше, но он считался разновидностью самородной ртути. Это можно объяснить тем, что сульфид мышьяка был очень похож на ртутный минерал. Выделение из него было очень легким, как и при выделении ртути. Элементарный мышьяк был известен в Европе и в Азии ещё со средних веков. Китайцы получали его из руд. В отличие от европейцев, они могли диагностировать смерть от отравления мышьяком. Но этот метод анализа не дошёл до настоящих времён. Европейцы научились определять наступление смерти при отравлении мышьяком гораздо позже, это впервые сделал Джеймс Марш. Данная реакция используется и в настоящее время.
Мышьяк иногда встречается в оловянных рудах. В китайской литературе средних веков описаны случаи смерти людей, которые выпивали воду или вино из оловянных сосудов, из-за наличия в них мышьяка. Сравнительно долго люди путали сам мышьяк и его оксид, принимая их за одно вещество. Это недоразумение было устранено Георгом Брандтом и Антуаном Лораном Лавуазье, которые и доказали, что это разные вещества, и что мышьяк — самостоятельный химический элемент. Оксид мышьяка долгое время использовался для уничтожения грызунов.

## Этимология
Название мышьяка в русском языке происходит от слова «мышь», в связи с употреблением его соединений для истребления мышей и крыс. 
Греческое название ἀρσενικόν происходит от персидского زرنيخ (zarnik) — «жёлтый аурипигмент». Народная этимология возводит к др.-греч. ἀρσενικός — мужской.
Латинское название arsenicum является прямым заимствованием греческого ἀρσενικόν. В 1789 году А. Лавуазье включил мышьяк в список химических элементов под названием arsenic.

## Нахождение в природе
Мышьяк — рассеянный элемент. Содержание в земной коре 1,7⋅10−4 % по массе. В морской воде 0,003 мг/л. Этот элемент иногда встречается в природе в самородном виде, минерал имеет вид металлически блестящих серых скорлупок или плотных масс, состоящих из мелких зёрнышек.
Известно около 200 мышьяковосодержащих минералов. В небольших концентрациях часто сопутствует свинцовым, медным и серебряным рудам. Довольно распространены два природных минерала мышьяка в виде сульфидов (бинарных соединений с серой): оранжево-красный прозрачный реальгар AsS и лимонно-жёлтый аурипигмент As2S3. Минерал, имеющий промышленное значение для получения мышьяка — арсенопирит (мышьяковый колчедан) FeAsS или FeS2·FeAs2 (46 % As), также перерабатывают мышьяковистый колчедан — лёллингит (FeAs2) (72,8 % As), скородит FeAsO4 (27—36 % As). Большая часть мышьяка добывается попутно при переработке мышьяковосодержащих золотых, свинцово-цинковых, медноколчеданных и других руд.

## Изотопы
Известны 33 изотопа и, по крайней мере, 10 возбуждённых состояний ядерных изомеров. Из этих изотопов стабилен только 75As, и природный мышьяк состоит только из этого изотопа. Наиболее долгоживущий радиоактивный изотоп 73As имеет период полураспада 80,3 дня.

## Химические свойства
В сухом воздухе мышьяк устойчив. Во влажном воздухе поверхность мышьяка окисляется, покрываясь постепенно чернеющим тускло-золотистым налётом.
При нагревании на воздухе мышьяк возгоняется и окисляется до токсичного оксида мышьяка (III), с запахом чеснока:
{\displaystyle {\mathsf {4As\ +\ 3O_{2}\ \xrightarrow {t^{o}C} \ As_{4}O_{6}\uparrow }}}
При температуре выше 250°С реакция сопровождается фосфоресценцией.
При сжигании в избытке кислорода мышьяк ярко горит с образованием оксида мышьяка (V):
{\displaystyle {\mathsf {4As\ +\ 5O_{2}\ \xrightarrow {t^{o}C} \ As_{4}O_{10}\ }}}
Реакция со фтором протекает до образования газообразного пентафторида мышьяка:
{\displaystyle {\mathsf {2As\ +\ 5F_{2}\ \xrightarrow {} \ 2AsF_{5}\uparrow }}}
С другими галогенами преимущественно образуются соединения мышьяка (III):
{\displaystyle {\mathsf {2As\ +\ 3Hal_{2}\ \xrightarrow {} \ AsHal_{3}\ }}\ \ Hal=Cl;Br;I}
Мышьяк плохо реагирует с водой, растворами щелочей, кислотами-неокислителями. Однако реагирует с разбавленной и концентрированной азотной кислотой, образуя мышьяковистую и мышьяковую кислоты соответственно, а также с расплавом щелочи, образуя ортоарсенит натрия и водород.
При восстановлении соединений мышьяка образуется газ арсин.

## Получение
Открытие способа получения металлического мышьяка (серого мышьяка) приписывают средневековому алхимику Альберту Великому, жившему в XIII в. Однако гораздо ранее греческие и арабские алхимики умели получать мышьяк в свободном виде, нагревая «белый мышьяк» (триоксид мышьяка) с различными органическими веществами.
Существует множество способов получения мышьяка: сублимацией природного мышьяка, способом термического разложения мышьякового колчедана, восстановлением мышьяковистого ангидрида и др.
В настоящее время для получения металлического мышьяка чаще всего нагревают арсенопирит в муфельных печах без доступа воздуха. При этом освобождается мышьяк, пары которого конденсируются и превращаются в твёрдый мышьяк в железных трубках, идущих от печей, и в особых керамических приёмниках. Остаток в печах потом нагревают при доступе воздуха, и тогда мышьяк окисляется в As2O3. Металлический мышьяк получается в довольно незначительных количествах, и главная часть мышьякосодержащих руд перерабатывается в белый мышьяк, то есть в триоксид мышьяка — мышьяковистый ангидрид As2О3.
Основной способ получения — обжиг сульфидных руд с последующим восстановлением оксида углём (углеродом):
{\displaystyle {\mathsf {2As_{2}S_{3}\ +\ 9O_{2}\ {\xrightarrow {t^{o}C}}\ 6SO_{2}\uparrow +\ 2As_{2}O_{3}\ }}}
{\displaystyle {\mathsf {As_{2}O_{3}\ +\ 3C\ {\xrightarrow {t^{o}C}}\ 2As\ +\ 3CO\uparrow }}}

## Применение
Мышьяк используется для легирования сплавов свинца, идущих на приготовление дроби, так как при отливке дроби башенным способом капли сплава мышьяка со свинцом приобретают строго сферическую форму, и кроме того, прочность и твёрдость свинца существенно возрастают[уточнить].
Мышьяк особой чистоты (99,9999 %) используется для синтеза ряда полезных и важных полупроводниковых материалов — арсенидов (например, арсенида галлия) и других полупроводниковых материалов с кристаллической решёткой типа цинковой обманки.
Сульфидные соединения мышьяка — аурипигмент и реальгар — используются в живописи в качестве красок и в кожевенной отрасли промышленности в качестве средств для удаления волос с кожи.[уточнить]
В пиротехнике реальгар употребляется для получения «греческого» огня или «индийского» (бенгальского) огня, возникающего при горении смеси реальгара с серой и селитрой (при горении образует ярко-белое пламя).[уточнить]
Некоторые элементоорганические соединения мышьяка являются боевыми отравляющими веществами, например, люизит.
В начале XX века некоторые производные какодила, например, сальварсан, применяли для лечения сифилиса, со временем эти препараты были вытеснены из медицинского применения для лечения сифилиса другими, менее токсичными и более эффективными фармацевтическими препаратами, не содержащими мышьяк.
Некоторые соединения мышьяка в очень малых дозах применялись в качестве препаратов для борьбы с малокровием и рядом других заболеваний, так как оказывают клинически заметное стимулирующее влияние на ряд систем организма, в частности, на красный костный мозг и ЦНС. Ввиду появления сравнимых и превосходящих по эффекту препаратов, растворимые соединения мышьяка практически вышли из медицинской практики с середины-конца 80-х годов XX века. Из неорганических соединений мышьяка мышьяковистый ангидрид может применяться в медицине для приготовления пилюль и в зубоврачебной практике в виде пасты как некротизирующее лекарственное средство. Этот препарат в обиходе и жаргонно называли «мышьяк» и применяли в стоматологии для локального омертвления зубного нерва (см. пульпит). В настоящее время (2015 г.) препараты мышьяка редко применяются в зубоврачебной практике из-за их токсичности. Сейчас разработаны и применяются другие методы безболезненного омертвления нерва зуба под местной анестезией.

## Биологическая роль и физиологическое действие

### Токсикология
Мышьяк и многие его соединения ядовиты и канцерогенны. Неорганические соединения мышьяка относятся к 1 категории канцерогенов по МАИР, арсенобетаин и другие органические соединения, не метаболизируемые в организме человека — к 3 группе. Смертельная доза мышьяка для человека составляет 50-170 мг (1,4 мг/кг массы тела). При остром отравлении мышьяком наблюдаются рвота, боли в животе, понос, угнетение центральной нервной системы. Сходство симптомов отравления мышьяком с симптомами холеры длительное время позволяло маскировать использование соединений мышьяка (чаще всего, триоксида мышьяка, т. н. «белого мышьяка») в качестве смертельного яда. Во Франции порошок триоксида мышьяка за высокую эффективность получил обиходное название «наследственный порошок» (фр. poudre de succession). Существует предположение, что соединениями мышьяка был отравлен Наполеон на острове Святой Елены. В 1832 году появилась надёжная качественная реакция на мышьяк — проба Марша, значительно повысившая эффективность диагностирования отравлений.
Помощь и противоядия при отравлении мышьяком: приём водных растворов тиосульфата натрия Na2S2O3, промывание желудка, приём молока и творога; специфическое противоядие — унитиол. ПДК в воздухе для мышьяка составляет 0,5 мг/м³.
Работают с мышьяком в герметичных боксах, используя защитную спецодежду. Из-за высокой токсичности соединения мышьяка использовались как отравляющие вещества в Первую мировую войну.
В 2016 году широкую огласку получила техногенная экологическая катастрофа на юге Индии — из-за чрезмерного отбора воды из водоносных горизонтов мышьяк стал поступать в питьевую воду. Это вызвало токсическое и онкологическое поражение у десятков тысяч людей.
Считалось, что при длительном потреблении небольших доз мышьяка у организма вырабатывается иммунитет. Этот факт установлен как для людей, так и для животных. Известны случаи, когда привычные потребители мышьяка принимали сразу дозы, в несколько раз превышающие смертельную, и оставались здоровыми. Опыты на животных показали своеобразие этой привычки. Оказалось, что животное, привыкшее к мышьяку при его употреблении, быстро погибает, если значительно меньшая доза вводится в кровь или под кожу. Однако такое «привыкание» носит очень ограниченный характер, в отношении т. н. «острой токсичности», и не защищает от новообразований. Тем не менее, в настоящее время исследуется влияние микродоз мышьяксодержащих препаратов в качестве противоракового средства.
Как органические, так и неорганические соединения мышьяка токсичны для живых организмов в высоких концентрациях. Тем не менее, в малых дозах некоторые соединения мышьяка способствуют обмену веществ, укреплению костей, оказывают положительное влияние на кроветворную функцию и иммунную систему, увеличивают усвоение азота и фосфора из пищи. С растениями, наиболее заметный эффект мышьяка — замедление обмена веществ, что снижает урожайность, но мышьяк также стимулирует фиксацию азота.
Отмечалось, что для растущего организма у человека и животных микродозы мышьяка способствуют росту костей в длину и толщину, а в отдельных случаях рост костей под воздействием микродоз мышьяка отмечался и в период окончания роста.
Некоторые авторы рассматривают мышьяк, как жизненно важный микроэлемент и причисляют его к ультрамикроэлементам — микроэлементам, необходимым в особо малых концентрациях (подобно селену, ванадию, хрому и никелю). Необходимая суточная доза для человека составляет 10-15 мкг.
По российским гигиеническим нормативам максимально разовая ПДК неорганических соединений мышьяка (в пересчёте на чистый мышьяк) составляет 0,04 мг/м3, среднесменная — 0,01 мг/м3.
Имеются данные об ототоксичности мышьяка: выявлена связь нарушений слуха с повышенным содержанием мышьяка в организме детей, живущих в загрязнённой мышьяком местности. Исследования на животных показали токсическое действие арсената натрия и арсацетина на кортиев орган и сосудистую полоску внутреннего уха.

### В традиционной медицине
В западных странах мышьяк был известен преимущественно как сильный яд, в то же время в традиционной китайской медицине он почти на протяжении двух тысяч лет использовался для лечения сифилиса и псориаза.
Мышьяк в малых дозах канцерогенен, его использование в качестве лекарства, «улучшающего кровь» (так называемый «белый мышьяк», например, «Таблетки Бло с мышьяком», и др.) продолжалось до середины 1950-х гг., и внесло свой весомый вклад в развитие онкологических заболеваний.
Соединение мышьяка сальварсан (также известен как «препарат 606» и арсфенамин) — исторически первое эффективное и в то же время относительно безвредное этиотропное лекарство от сифилиса, созданное химиком Паулем Эрлихом. К настоящему времени сальварсан вышел из употребления и заменён другими, гораздо более эффективными и безопасными средствами.

### В судебной медицине
Метод обнаружения мышьяка в теле человека, трупах и продуктах питания при подозрениях на отравления был разработан в начале XIX в. английским химиком Джеймсом Маршем.

### Жизнь на основе мышьяка
Известны экстремофильные бактерии, которые способны выживать при высоких концентрациях арсената в окружающей среде. Было высказано предположение, что в случае штамма GFAJ-1 мышьяк замещает фосфор в биохимических реакциях, в частности, входит в состав ДНК, однако это предположение не подтвердилось.

## Загрязнения мышьяком
На территории Российской Федерации в городе Скопине Рязанской области вследствие многолетней работы местного металлургического комбината СМК «Металлург» в могильниках предприятия было захоронено около полутора тысяч тонн пылеобразных отходов с высоким содержанием мышьяка. Мышьяк является характерным сопутствующим элементом многих месторождений золота, что приводит к дополнительным экологическим проблемам в золотодобывающих странах, таких как, например, Румыния.